# Dave Bamber
John David Bamber, conosciuto principalmente come Dave Bamber (Prescot, 1º febbraio 1959) è un ex calciatore inglese, di ruolo attaccante.

## Carriera
Dopo aver giocato nelle giovanili del St Helens Town, nel 1979 viene tesserato dal Blackpool: con in Tangerines fa subito il suo esordio tra i professionisti, realizzando una rete in 7 presenze in terza divisione. Nella Third Division 1980-1981, al termine della quale il club retrocede in Fourth Division, Bamber realizza invece 3 reti in 15 presenze. Nelle due successive stagioni gioca invece da titolare fisso in quarta divisione, segnando 25 reti in 64 presenze nell'arco delle due stagioni di permanenza in questa categoria.
Nell'estate del 1983 viene ceduto al Coventry City, club di prima divisione, con cui nella First Division 1983-1984 segna 3 reti in 19 presenze, per poi essere ceduto a stagione in corso al Walsall, con cui mette a segno 3 gol in 10 presenze nella Third Division 1983-1984; dopo altri 4 gol in 10 presenze nella Third Division 1984-1985 passa per un breve periodo al Portsmouth (4 presenze ed un gol nella Second Division 1984-1985) e successivamente si trasferisce in Svezia al Trelleborg, con cui segna un gol in 4 presenze nella prima divisione svedese.
Terminata la parentesi svedese torna in patria, allo Swindon Town, con cui nella stagione 1985-1986 vince la Fourth Division, contribuendo al successo con 9 gol in 25 partite giocate; l'anno seguente segna altre 9 reti in 42 presenze nella Third Division 1986-1987, nella quale il club conquista la sua seconda promozione consecutiva: nella stagione 1987-1988 Bamber gioca quindi nel campionato di Second Division, realizzandovi 13 reti in 41 presenze.
Dopo 3 stagioni lascia quindi il club: cambia poi 3 squadre in 2 anni (Watford, Stoke City e Hull City), sempre in seconda divisione e sempre cambiando squadra a gennaio dopo una permanenza di un anno: anche nella stagione 1990-1991 cambia squadra a gennaio, scendendo però di categoria, al Blackpool, in quarta divisione. Qui nella seconda parte della stagione 1990-1991 realizza 17 reti in 23 presenze, portando la sua squadra fino alla finale dei play-off per la promozione, persa ai calci di rigore. L'anno seguente con 26 reti in 42 presenze vince il titolo di capocannoniere del campionato, ed il club raggiunge una seconda finale play-off consecutiva, ancora una volta arrivando ai calci di rigore, che questa volta sono però favorevoli ai Tangerines, promossi in terza divisione; gioca quindi in questa categoria per altre 2 stagioni, nelle quali segna in totale 17 gol in 46 partite. Aggiunge poi altre 2 presenze nella stagione 1994-1995, l'ultima della sua carriera, nella quale comunque già era finito ai margini della rosa a causa di vari problemi fisici. Con i suoi 109 gol in 236 presenze (di cui 89 gol in 194 presenze in campionato) è uno dei migliori marcatori nella storia del Blackpool.

## Palmarès

### Club

#### Competizioni nazionali
- Campionato inglese di quarta divisione: 1

Swindon Town: 1985-1986

### Individuale
- Capocannoniere del campionato inglese di quarta divisione:

1991-1992 (26 gol, alla pari con Phil Stant)